# Église Saint-Jacques-le-Majeur de Villefranche-d'Allier
Pour les articles homonymes, voir Église Saint-Jacques-le-Majeur.
L’église Saint-Jacques-le-Majeur de Villefranche-d'Allier est une église du département de l'Allier, en France

## Histoire
Cette église date des XIe, XIIIe  et  XIVe siècles.
Elle fait l’objet d’une inscription au titre des monuments historiques depuis le 17 mai 1933.